# Ronco Biellese
Ronco Biellese är en ort och kommun i provinsen Biella i regionen Piemonte i Italien. Kommunen hade 1 509 invånare (2018).